# Henri Gaullieur

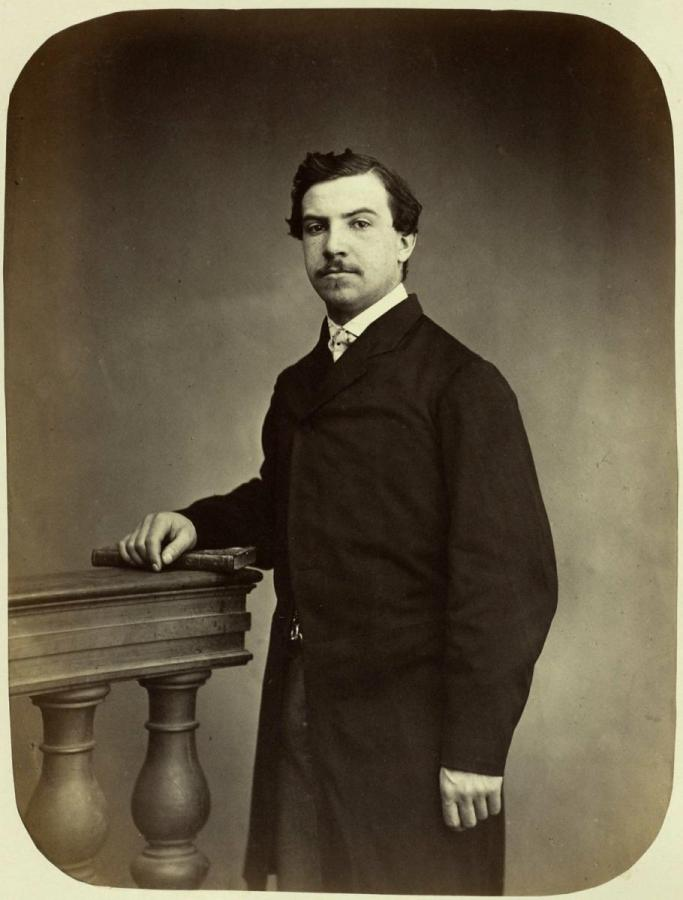
Henri Gaullieur (1843–1898), Portrait von François Vuagnat, um 1865

Henri Gaullieur (* 5. Juni 1843 in Lausanne; † 21. November 1898 in New York) war ein Schweizer Geschäftsmann, Schriftsteller und Jurist.

## Leben
Er war der Sohn von Eusèbe-Henri Gaullieur (1808–1859), besuchte das Gymnasium in Genf, studierte Jura in München, Berlin sowie Heidelberg und promovierte 1863 in Heidelberg. Er heiratete im Alter von 22 Jahren Sophie de Lentulus. 1866 reiste er mit seiner Frau nach Kuba und erwarb dort in der Nähe von Santiago eine Tabakplantage, die er drei Jahre lang bewirtschaftete. Im Journal de Genève erschienen Inserate, die auch auf eine Fabrik in Havanna hinwiesen. 1869 verliess er das von Unruhen geplagte Kuba, das er auch später wieder besuchte, und liess sich in New York nieder, wo er mit zwei Geschäftspartnern die Tabakimportfirma Kimball, Gaullieur & Co. gründete. Gleichzeitig knüpfte Henri Gaullieur zahlreiche Kontakte mit amerikanischen und europäischen Geschäftsleuten. Er reiste viel und war in dieser Zeit in Wyoming, Florida und Mexiko anzutreffen. 1870 liess er sich in den Vereinigten Staaten einbürgern. Albert Schaffter hielt einen der ersten Vorträge in der 1873 gegründeten bernischen Geographischen Gesellschaft zu den Altertümern von Mexiko und Yucatan nach Gaullieur. 1886 verliess er die USA, kaufte das im Kanton Bern gelegene Schloss Kiesen, in dem er sich niederliess. In diesem Anwesen schrieb er den Liebes- und Abenteuerroman "Maud Dexter" (1888), Capitaine Ralf (1888), "Etudes américaines; race blanche - race noire - race rouge - Jones de Chicago" (1891). Éliséé Reclus zitierte bereits im 1892 erschienenen Band 16 seiner Nouvelle géographie universelle aus den Etudes américaines.
Ein von ihm verfasster Korrespondentenbericht vom 26. Januar aus Bukarest über die Schriftstellerin und rumänische Königin Carmen Sylva erschien 1891 im Journal de Genève. Von einer Überfahrt nach New York berichtete Henri Gaullieur 1891 von einem Mann, der sich von Bord des Schiffes ins Meer stürzte. Anfang 1891 wurde er einem von Jean de Wattenwyl geleiteten Komitee von Berner Philanthropen angesprochen, das nach Gebieten für Schweizer Auswanderungswillige suchte. Henri Gaullieur wurde zum Schlüsselmann der Schweizer Kolonisation in Pecos und war mit den Interessen der Compagnie d'Irrigation von J.J. Hagerman bis 1896 betraut, bis die Bank Lombard, Odier & Co. ihm das Recht entzog, sie zu vertreten.

Henri Gaullieur

1895 erschien von ihm ein Beitrag zum Wirken von Albert de Rochas. Henri Gaullieur widmete die letzten Jahre seines Lebens der Abfassung eines kritischen Essays über den Sozialstaat mit dem Titel "The paternal state in France and Germany" und wandte sich der Malerei zu. Er starb am 21. November 1898 während einer Geschäftsreise im Plaza Hotel in New York, nachdem er noch am Freitag zuvor bei seinem Freund Carl Schurz getafelt hatte. Die Umstände des Todes waren eigenartig. Seine Frau verkaufte das Schloss Kiesen im Jahr 1900 und starb in den 1920er Jahren in Bern. Das Ehepaar Gaullieur hinterliess keine Nachkommen.

## Schriften
- Henri Gaullieur: Maud Dexter. Paris : Plon, 1888[26]
- Henri Gaullieur: Capitaine Ralf. C. Schuchardt, Genève 1888[27]
- Henri Gaullieur: Daniel Cummings. Plon, 1890[49]
- Henri Gaullieur: Berichterstattung über die Gegend von Pecos in den Vereinigten Staaten (Neu-Mexiko)
- Henri Gaullieur: Rapport sur la contrée du Pecos aux États-Unis (Nouveau Mexique)[50]

- Henri Gaullieur: Etudes américaines; race blanche - race noire - race rouge - Jones de Chicago. E. Plon, 1891[28]
- Henri Gaullieur: The paternal state in France and Germany. Harper & brothers, New York and London 1898[51]

### Artikel
- Henri Gaullieur: Cuba et sa révolution. In: Journal de Genève. 1869, I[52][53], II[54][55], III[56][57].
- Henri Gaullieur: Carmen Sylva. In: Journal de Genève. 1869.[33]
- H. Gaullieur: L'inégalité naturelle. In: Gazette de Lausanne. 1890.[58]
- H. Gaullieur: La méthode scientifique et la méthode sentimentale. In: Gazette de Lausanne. 1890.[59]
- Henri Gaullieur: Les phares des États-Unis. In: Gazette de Lausanne. 1890.[60]
- Henri Gaullieur: La transformation du désert américain aux Etats-Unis. 1891.[61]

### Novellen
- Henri Gaullieur: Souvenirs d'un voyage à cheval dans le désert américain. In: L'Exploration, 14, 1882, S. 268–274[62], S. 289–296[63], S. 326–333[64], S. 364–370,[65] S. 399–402[66], S. 438–444[67], S. 471–477[68], S. 513–519[69], S. 539–545[70], S. 578–582[71].

- Henri Gaullieur: Parmi les hérons et alligators.In: Bibliothèque universelle et revue suisse, 1889, Erster Teil, S. 57–91[72]. Zweiter und letzter Teil, S. 359–380[73]

- Henri Gaullieur: Jones de Chicago. In: Bibliothèque universelle et revue suisse, 1889: S. 31–63[74].
- Henri Gaullieur: Canada-Jack. In: Bibliothèque universelle et revue suisse, 1889: S. 467–504[75]
- Henri Gaullieur: Mon ami le colonel Mac Ginnis. 1889, S. 464–505[76]
- Henri Gaullieur: Etudes californiennes. In: Bibliothèque universelle et revue suisse, 1890: Erster Teil, S. 225–256[77], Zweiter Teil, S. 531–556[78], Dritter und letzter Teil, S. 101–137[79]